# Plato Latinus
Plato Latinus è un progetto che si propone di realizzare un'edizione critica del traduzioni dei dialoghi di Platone dal greco al latino, nonché dei relativi commenti redatti in latino o tradotti in tale lingua. È un sottoprogetto del Corpus Platonicum medii aevi, che si compone di due parti: il Plato Latinus e il Plato Arabus. 
Entrambi appartengono al Corpus philosophorum medii aevi. 
Il Corpus Platonicum medii aevi è gestito dalla British Academy, col supporto del Warburg Institute e dell'Union Académique Internationale.
Il progetto fu proposto alla British Academy da William David Ross sulla base di una programmazione presentata da Raymond Klibansky. La British Academy istituì una commissione guidata da Ross e incaricò Klibansky dell'opera. L'edizione dei dialoghi fu poi completata in 4 volumi.

## Opere
- Plato Latinus, a cura di Raymond Klibansky. Warburg Institute, Londra 1940–1962
  - volume 1: Meno interprete Henrico Aristippo, a cura di Victor Kordeuter, Lotte Labowsky, 1940 (Nachdruck: Kraus, Nendeln 1979)
  - Volume 2: Phaedo interprete Henrico Aristippo, a cura di Lorenzo Minio-Paluello, 1950 (Nachdruck: Kraus, Nendeln 1979)
  - Volume 3: Parmenides usque ad finem primae hypothesis nec non Procli commentarium in Parmenidem (...) interprete Guillelmo de Moerbeka, a cura di Raymond Klibansky, Lotte Labowsky, 1953 (Nachdruck: Kraus, Nendeln 1979)
  - Volume 4: Timaeus a Calcidio translatus commentarioque instructus, a cura di Jan Hendrik Waszink, 2ª edizione, 1975, ISBN 0-85481-052-8 (prima edizione 1962).